# (7437) Torricelli
(7437) Torricelli es un asteroide perteneciente al cinturón de asteroides descubierto por Vittorio Goretti y Andrea Boattini el 12 de marzo de 1994 desde la Estación de la Cima Ekar, Italia.

## Designación y nombre
Torricelli se designó al principio como 1994 EF3.
Más adelante, en 1997, fue nombrado en honor del físico y matemático italiano Evangelista Torricelli (1608-1647).

## Características orbitales
Torricelli está situado a una distancia media de 2,348 ua del Sol, pudiendo acercarse hasta 2,144 ua y alejarse hasta 2,552 ua. Tiene una inclinación orbital de 6,382 grados y una excentricidad de 0,08676. Emplea 1314 días en completar una órbita alrededor del Sol. El movimiento de Torricelli sobre el fondo estelar es de 0,2739 grados por día.

## Características físicas
La magnitud absoluta de Torricelli es 14,1.